# Alfabeto inglês

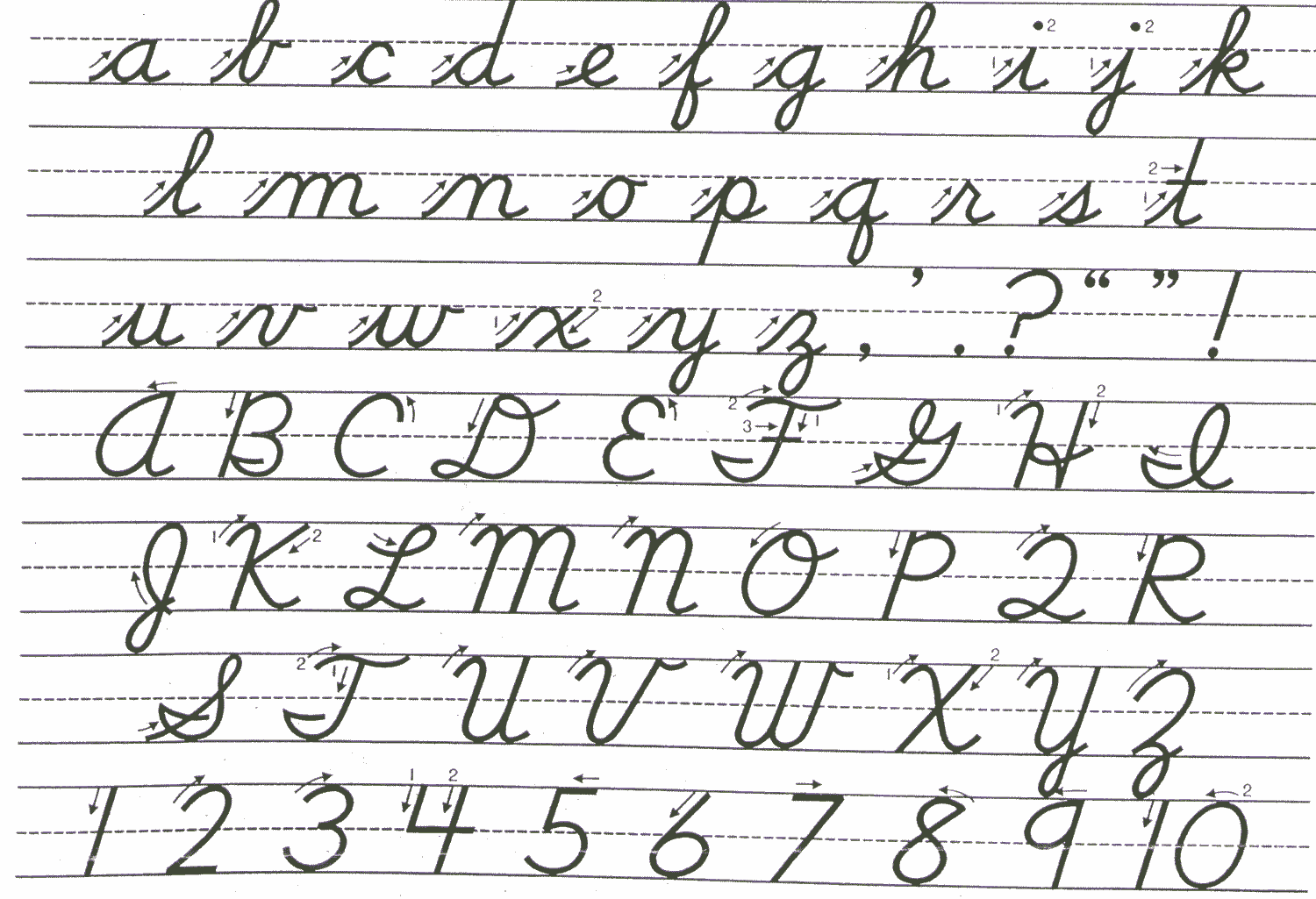
Alfabeto inglês

O alfabeto inglês moderno consiste em 26 letras do Alfabeto latino:
| Forma Maiúscula |   |   |   |   |   |   |   |   |   |   |   |   |   |   |   |   |   |   |   |   |   |   |   |   |   |
| A               | B | C | D | E | F | G | H | I | J | K | L | M | N | O | P | Q | R | S | T | U | V | W | X | Y | Z |
| Forma Minúscula |   |   |   |   |   |   |   |   |   |   |   |   |   |   |   |   |   |   |   |   |   |   |   |   |   |
| a               | b | c | d | e | f | g | h | i | j | k | l | m | n | o | p | q | r | s | t | u | v | w | x | y | z |

A forma exata das letras impressas varia com o tipo de impressão, especialmente quando escritas no estilo cursivo. Veja os artigos individuais para saber a forma e a origem das letras (siga as ligações em qualquer das letras maiúsculas acima).

## História

### Inglês Arcaico
A Língua inglesa originalmente foi escrita no alfabeto anglo-saxão, em uso desde o século V. Este alfabeto foi trazido da ilha que hoje corresponde à Inglaterra, juntamente à proto-forma da linguagem própria, pelos Anglo-Saxão. Poucos exemplos desta escrita sobreviveram até os dias de hoje, sendo essas, na maioria, inscrições curtas ou fragmentos. O Alfabeto latino, introduzido pelos missionários cristãos, começaram a mudar a escrita Anglo-Saxônica por volta do Século VII, embora as duas continuassem coexistindo por algum tempo.
A ligação Æ (æ), para ae, foi adotada como letra, chamada æsc ("ash"). Num inglês arcaico menos antigo Œ (œ), para oe, também apareceu como uma letra distinta denominada œðel ("ethel"), a ligação w (double-u), para vv, estava em uso.
No ano 1011, um escritor chamado Byrhtferð ordenou o alfabeto arcaico inglês em ordem numérica. Ele listou as 24 letras do alfabeto latino primeiro, então 5 letras adicionais inglesas:
A B C D E F G H I K L M N O P Q R S T V X Y Z & ⁊ Ƿ Þ Ð Æ

### Inglês Moderno
Na ortografia do inglês moderno, as letras thorn (B), eth (D), wynn (P) e yogh (Z), são obsoletas. Thorn e eth são agora representadas por th. As letrasÞ e Ð são ainda usadas no islandês. A letra Wynn foi retirada do inglês no século XIV quando foi suplantada pelo uu, que correspondem hoje ao w. Yogh foi retirada do alfabeto inglês por volta do século XV e foi substituída por gh. As letras u e j, distintas de v e i, foram introduzidas no século XVI, e w assumiu o status de uma letra independente, hoje em dia o alfabeto inglês tem 26 letras:
A B C D E F G H I J K L M N O P Q R S T U V W X Y Z
A variante minúscula long s (ſ) a última no inglês moderno.

## Nome e fonética das Letras
| Letra | Nome da letra (en)    | Pronúncia do nome da letra (AFI) | Pronúncia do nome da letra (pt) | Uso usual (AFI) |
| ----- | --------------------- | -------------------------------- | ------------------------------- | --------------- |
| A, a  | ay                    | /eɪ/                             | êi                              | /eɪ/, /æ/       |
| B, b  | bee                   | /biː/                            | bí                              | /b/             |
| C, c  | cee                   | /siː/                            | ssí                             | /k/, /s/        |
| D, d  | dee                   | /diː/                            | díi                             | /d/             |
| E, e  | e                     | /iː/                             | íi                              | /iː/, /ɛ/       |
| F, f  | ef                    | /ɛf/                             | éf                              | /f/             |
| G, g  | gee                   | /dʒiː/                           | djíi                            | /g/, /dʒ/       |
| H, h  | aitch                 | /ˈeɪtʃ/                          | êitch                           | /ʁ/, —          |
| I, i  | ai                    | /aɪ/                             | ái                              | /ɑɪ/, /ɪ/       |
| J, j  | jay                   | /dʒeɪ/                           | djêi                            | /dʒ/            |
| K, k  | kay                   | /keɪ/                            | kêi                             | /k/             |
| L, l  | el                    | /ɛl/                             | él                              | /l/, /u/        |
| M, m  | em                    | /ɛm/                             | ém                              | /m/, /~/        |
| N, n  | en                    | /ɛn/                             | én                              | /n/, /~/        |
| O, o  | o                     | /oʊ/                             | ôu                              | /oʊ/, /ɒ/       |
| P, p  | pee                   | /piː/                            | pí                              | /p/             |
| Q, q  | cue                   | /kjuː/                           | kíu                             | /k/             |
| R, r  | ar                    | /ɑɹ/                             | áer                             | /ɹ/             |
| S, s  | es                    | /ɛs/                             | éss                             | /s/             |
| T, t  | tee                   | /tiː/                            | tíi                             | /t/             |
| U, u  | u                     | /juː/                            | iú                              | /ju/, /ʌ/       |
| V, v  | vee                   | /viː/                            | víi                             | /v/             |
| W, w  | double-u              | /ˈdʌbəl.juː/                     | dábliú                          | /w/             |
| X, x  | ex                    | /ɛks/                            | éks                             | /ks/, /gz/      |
| Y, y  | wye                   | /waɪ/                            | uái                             | /j/             |
| Z, z  | zee (USA) ou zed (UK) | /ziː/ (USA) ou /zɛd/ (UK)        | zíi (USA) ou zéd (UK)           | /z/             |

### Fonética de dígrafos
| Dígrafo | AFI                    |
| ------- | ---------------------- |
| Ci, ci  | /ʃ/, /si/, /sɪ/        |
| Ch, ch  | /tʃ/, /k/, /ʃ/         |
| Ck, ck  | /k/                    |
| Dd, dd  | /ɾ/                    |
| Ea, ea  | /iː/, /e/, /eɪ/        |
| Ee, ee  | /iː/                   |
| Ey, ey  | /iː/                   |
| Gh, gh  | /g/, /f/, /gʁ/, /ʁ/, — |
| Kn, kn  | /n/                    |
| Mb, mb  | /~/                    |
| Ng, ng  | /~/                    |
| Oo, oo  | /uː/, /ʊ/              |
| Ph, ph  | /f/                    |
| Qu, qu  | /k/, /ku/              |
| Rh, rh  | /ɾ/                    |
| Sc, sc  | /ʃ/, /s/               |
| Sh, sh  | /ʃ/                    |
| Th, th  | /θ/, /ð/               |
| Ti, ti  | /ʃ/                    |
| Tt, tt  | /ɾ/                    |
| Wh, wh  | /w/                    |
| Wr, wr  | /ɾ/                    |
| Zh, zh  | /ʒ/                    |

## Fonologia
As letras A, E, I, O, U, W, Y são consideradas vogais; as outras são consideradas consoantes: B, C, D, F, G, J, K, M, N, P, Q, R, S, T, V, X, Z. A letra L pode é considerada consoante em algumas ocasiões e vogal em outras. A letra H é considerada consoante em algumas ocasiões e letra-muda em outras.

## Frequência de letras
A letra mais usada no inglês é a letra "E". As menos usadas são J, Q, X, e Z. 
| A – 8,17% B – 1,49% C – 2,78% D – 4,25% E – 12,70% F – 2,23% G – 2,02% | H – 6,09% I – 6,97% J – 0,15% K – 0,77% L – 4,03% M – 2,41% N – 6,75% | O – 7,51% P – 1,93% Q – 0,10% R – 5,99% S – 6,33% T – 9,06% U – 2,76% | V – 0,98% W – 2,36% X – 0,15% Y – 1,97% Z – 0,07% |

## Ver Também
- Alfabeto
- Alfabeto grego
- Alfabetos derivados do latino
- Língua inglesa